# Stora leverflundran
Stora leverflundran, Fasciola hepatica, är en parasitisk plattmask tillhörande klassen Trematoda som potentiellt kan infektera många olika däggdjur, däribland människor. Stora leverflundran är en av världens mest framgångsrika parasiter då den har den största globala spridningen och det bredaste värdspektrumet av alla inälvsmaskar. Deras huvudsakliga värddjur är dock idisslare, både av tamboskap och vilda arter. Stora leverflundran ger upphov till ett sjukdomstillstånd som benämns fasciolosis som i allvarliga fall kan ge symptom som diarré, håglöshet, avmagring och anemi. Intresset för stora leverflundran är stort globalt sett eftersom denna parasit årligen orsakar stora ekonomiska förluster inom kött och mjölkindustrin. Får och nötkreatur som är infekterade av stora leverflundran kan uppvisa sämre tillväxthastighet, reducerad fertilitet, försämrad mjölkproduktion och de kan i allvarliga fall avlida som följd av infektionen. 

## Morfologi
Den stora leverflundran är som namnet antyder en av de största nu levande leverflundrearterna. Som fullvuxna kan de nå en längd av cirka 35 mm och en bredd på omkring 15 mm. Stora leverflundran har en något bladformad kropp som är bredast framtill efter det konformade huvudet där en stark sugskål återfinns runt munnen. Stora leverflundran har ytterligare en sugskål på undersidan i mittenpartiet av kroppen som används för förflyttning samt för att fästa sig fast inuti värddjuret. Stora leverflundran är en simultan hermafrodit och varje individ har både äggstockar och testiklar.             

### Livscykel
Stora leverflundran har en komplex livscykel uppdelad i många olika utvecklingsstadier. Fullvuxna exemplar av stora leverflundran uppehåller sig i gallgångarna hos olika typer av däggdjur men allra främst hos idisslare som är deras definitiva värd. Hos slutvärden kan varje enskild individ lägga upp till 20 000 ägg per dygn som förs vidare med galla och ut med värddjurets avföring. Om äggen kommer i kontakt med vatten utvecklas de till en sorts larver kallade miracidier och kläcks inom 10-15 dagar om omgivningen är varm,minst 10ºC. Kalla väderförhållanden är ogynnsamma för äggens utveckling. Efter att äggen kläckts måste miracidierna snabbt hitta en lämplig mellanvärd i form av en sötvattenssnäcka för att kunna fortsätta sin utveckling. Galba truncatula anses vara en vanlig mellanvärd men även andra arter inom familjen Lymnaeidae kan infekteras av stora leverflundran. Efter att miracidierna har tagit sig in i sötvattenssnäckans vävnad förökar de sig asexuellt genom att bilda sporocyster. Germinalcellerna inuti sporocysterna utvecklas sedan till rediae. Ur rediastadiet utvecklas frisimmande cerkarialarver som frigörs ur snäckan. Dessa larver tar sig upp på växter kring vattenansamlingar på exempelvis betesmarker där de kapslar in sig och bildar metacerkarier, ett vilostadium, i väntan på att bli uppätna av en slutgiltig värd. I tunntarmen hos den slutgiltiga värden frigör sig larverna helt och gräver sig igenom tarmväggen för att ta sig ut i bukhålan. Efter att larverna nått levern så börjar de att livnära sig på blod och levervävnad. Larverna uppehåller sig i levern i upp till 12 veckor innan de tar sig till gallgångarna där de genomgår sitt sista utvecklingsstadium och börjar lägga ägg. Som vuxna livnär de sig på blod från vävnaderna i gallgångarna.             

### Epidemiologi
Infektion av stora leverflundran inleds efter konsumtion av infekterad vegetation eller vatten innehållande metacerkarier. Den huvudsakliga infektionsorsaken bland människor är konsumtion av råa grödor som odlats under fuktiga förhållanden, som vattenkrasse eller musselblommor. Infektionsrisken är också extra hög i områden med omfattande uppfödning av nötkreatur och får. Infektion av människa är dock ovanligt i stora delar av världen. I vissa delar av världen är sjukdomstillståndet emellertid så pass vanligt förekommande att det utgör ett folkhälsoproblem, exempelvis i Bolivia, Egypten och Peru. Stora leverflundran orsakar även stora problem internationellt inom hållningen av idisslande tamboskap genom ekonomiska förluster och lidande bland tungt infekterade individer. Då varma fuktiga miljöer är ett måste för spridningen av stora leverflundran så kan parasiten tänkas utgöra ett större problem i framtiden i vissa delar av världen till följd av klimatförändringar.  

### Patologi
De största patologiska skadorna uppstår när larverna vandrar omkring i och livnär sig av levern under den akuta infektionsfasen, vilket orsakar vävnadsdöd och blödningar. I allvarliga fall kan infektionen ge symptom som diarré, håglöshet, avmagring och anemi. När stora leverflundran uppehåller sig i gallgångarna som vuxna, under den kroniska infektionsfasen, ger de upphov till lokala ödem och inflammationer. Som följd av stora leverflundrans närvaro samt födobeteende blir gallgångarna förtjockade med fibrös vävnad, vilket påverkar funktionen negativt. I allvarliga fall kan omfattningarna av skadorna på levern bli så stora att det leder till döden.

### Diagnos
Det vanligaste och mest förekommande sättet att diagnostisera infektion av stora leverflundran är att leta efter ägg i avföringsprover. Men då stora leverflundran inte börjar lägga ägg direkt efter infektionstillfället så finns det i vissa fall behov av att ställa en diagnos i ett tidigare stadium för att exempelvis undvika för stora skador på levern. Man kan då undersöka förekomsten av specifika antikroppar i exempelvis serum eller mjölk. Antikroppstestet kan även användas för att säkerställa att behandlingen mot stora leverflundran har varit framgångsrik. Detektion av specifika antigener eller DNA från stora leverflundran i avföring är ytterligare två metoder som kan användas för att påvisa infektion.

### Behandling
Det finns flera olika typer av läkemedel tillgängliga för behandling mot stora leverflundran. Triklabendazol, klosantel, oxyclozanide och nitroxynil är några exempel på avmaskningsmedel som är tillgängliga för behandling av tamboskap. Triklabendazol är ett mycket brett använt avmaskningsmedel då det tar död på både larver, som kan orsaka stora skador under den akuta infektionsfasen, och vuxna maskar. Dock har man sett en ökande prevalens av resistens hos stora leverflundran mot triklabendazol i flertalet länder världen över. Vilket är ett särskilt stort problem då triklabendazol är det enda godkända läkemedlet för behandling av människor. Oxyclozanide och nitroxynil har visat sig vara effektiva ersättare för behandling av får infekterade med triklabendazolresistenta leverflundror. Användning av samma läkemedel under långa tidsperioder i en besättning av boskap bör dock alltid undvikas för att undvika utveckling av resistens. För att undvika att beten blir infekterade med metacerkarier har experimentella studier genomförts där man har gett kor tillskott av en svamp (Pochonia chlamydosporia) vilken har visat sig förstöra äggen från stora leverflundran med hög effektivitet då svampen överlever passagen genom djuret och följer med ut i avföringen. Det är också viktigt att begränsa användandet av sanka betesmarker eller att i viss mån stängsla av sanka områden på en betesmark för att undvika att djuren blir infekterade då återinfektion ofta är ett stort problem. Förutom problematiken med läkemedelsresistens så är även de tillgängliga avmaskningsmedlen skadliga för miljön. Därför pågår det flera studier där man försöker få fram effektiva vaccin som kan komma att bli viktiga hjälpmedel inom lantbruket. Den här nya behandlingsstrategin kan även komma att bli av stor betydelse för en förbättrad folkhälsa inom vissa delar av världen.   

### Stora leverflundran i Sverige
Den stora leverflundran förekommer i södra och mellersta Sverige där den trivs särskilt bra i djurtäta områden med hög nederbörd. Infektion av stora leverflundran bland människor är mycket ovanlig i Sverige. Förekomsten bland tamboskap är också relativt låg, 6 % av 95 000 slaktade kor 2010. Dock har man lokalt sett en ökad förekomst av parasiten under de senaste åren, troligtvis som en följd av sanka marginalbeten återigen har börjat användas. Infektionsrisken är som allra störst under sensommar och höst.

## Bildgalleri

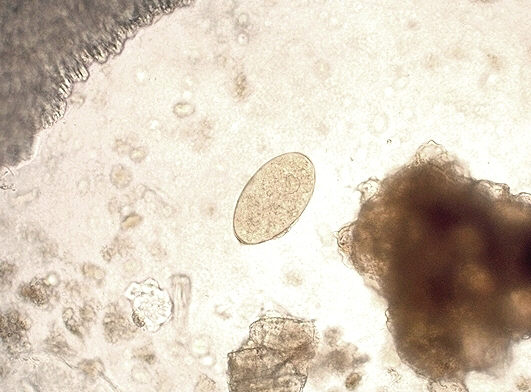
Ägg
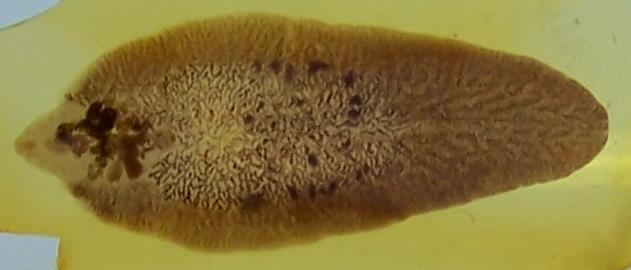
Närbild
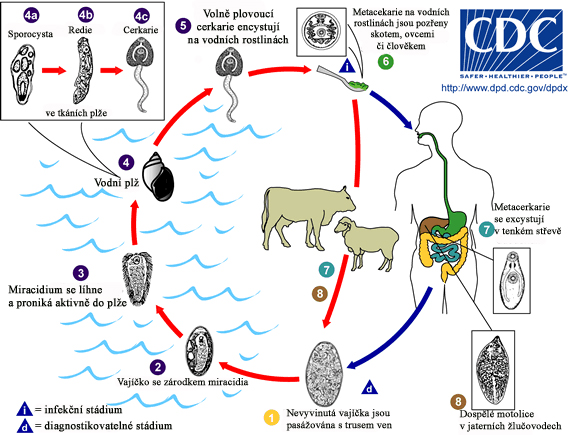
Livscykel